# Jan Eckel
Jan Eckel (* 5. April 1973 in Hannover) ist ein deutscher Historiker. Er ist Professor für Neueste Geschichte und Zeitgeschichte an der Albert-Ludwigs-Universität Freiburg.

## Leben und Wirken
Nach dem Abitur in Göttingen studierte Eckel ab 1992 im Vordiplomsstudiengang zunächst Sprachen, Wirtschafts- und Kulturraumstudien an der Universität Passau. Ab 1994 studierte er zunächst in Passau, später an der Universität Freiburg Germanistik, Geschichte und Spanisch. Nach einem Auslandsaufenthalt an der Universität Salamanca legte er 2000 in Freiburg sein Staatsexamen ab. Ab 2003 war er als wissenschaftlicher Mitarbeiter am Historischen Seminar der Universität Freiburg tätig. Dort wurde er 2004 mit einer von Ulrich Herbert betreuten Arbeit über Hans Rothfels promoviert. Für diese Arbeit erhielt Eckel 2005 den universitätsinternen Gerhard-Ritter-Preis. Ab 2004 war er als Hochschulassistent in Freiburg tätig. Nach Forschungsaufenthalten an der Columbia University und dem Jena Center Geschichte des 20. Jahrhunderts der Universität Jena wurde Eckel 2011 in Freiburg Akademischer Rat.
2013 habilitierte Eckel sich in Freiburg und vertrat in der Folge bis 2014 den Lehrstuhl von Anselm Doering-Manteuffel an der Universität Tübingen. Von 2015 bis 2016 war Eckel Inhaber des ordentlichen Lehrstuhls für Internationale Geschichte und Historische Konflikt- und Friedensforschung an der Universität zu Köln. Im Oktober 2016 wechselte er als regulärer Nachfolger des emeritierten Doering-Manteuffel fest auf den ordentlichen Lehrstuhl für Neuere Geschichte mit besonderer Berücksichtigung der Zeitgeschichte an die Universität Tübingen. Zugleich wurde Eckel Direktor des dortigen Seminars für Zeitgeschichte. Im Oktober 2021 folgte Eckel einem Ruf an die Universität Freiburg auf den Lehrstuhl für Neueste Geschichte und Zeitgeschichte (19.–21. Jahrhundert) als Nachfolger von Ulrich Herbert. Seit 2024 ist er Geschäftsführender Direktor des Historischen Seminars der Universität Freiburg.
Eckels Forschungsschwerpunkte liegen vor allem in der Geschichte der Geistes- und Geschichtswissenschaften sowie der Geschichte der Menschenrechte und der Geschichte der internationalen Politik im 20. Jahrhundert.

## Schriften (Auswahl)
- Hans Rothfels. Eine intellektuelle Biographie im 20. Jahrhundert. Wallstein-Verlag, Göttingen 2005, ISBN 978-3-89244-975-1 (Zugl.: Freiburg (Breisgau), Univ., Diss., 2004).
- Geist der Zeit. Deutsche Geisteswissenschaften seit 1870. Vandenhoeck & Ruprecht, Göttingen 2008, ISBN 978-3-525-35821-4.
- Die Ambivalenz des Guten. Menschenrechte in der internationalen Politik seit den 1940ern. Vandenhoeck & Ruprecht, Göttingen 2014, ISBN 978-3-525-30069-5 (Zugl.: Freiburg (Breisgau), Univ., Habil.-Schr., 2013). Englische Ausgabe als:
  - The Ambivalence of Good. Human Rights in International Politics since the 1940s. Oxford University Press, Oxford 2019, ISBN 9780198783367.
- The Breakthrough: Human Rights in the 1970s. University of Pennsylvania Press, Philadelphia 2015, ISBN 978-0-8122-2331-6.